# Crestwood (Kentucky)
Crestwood és una població dels Estats Units a l'estat de Kentucky. Segons el cens del 2000 tenia 1.999 habitants.

## Demografia
Segons el cens del 2000, Crestwood tenia 1.999 habitants, 811 habitatges, i 548 famílies. La densitat de població era de 214,4 habitants/km².
Dels 811 habitatges en un 33,9% hi vivien nens de menys de 18 anys, en un 51,5% hi vivien parelles casades, en un 12,9% dones solteres, i en un 32,4% no eren unitats familiars. En el 26,8% dels habitatges hi vivien persones soles el 7,4% de les quals corresponia a persones de 65 anys o més que vivien soles. El nombre mitjà de persones vivint en cada habitatge era de 2,45 i el nombre mitjà de persones que vivien en cada família era de 3,02.
Per edats la població es repartia de la següent manera: un 25,9% tenia menys de 18 anys, un 9% entre 18 i 24, un 32,6% entre 25 i 44, un 23,1% de 45 a 60 i un 9,5% 65 anys o més.
L'edat mediana era de 35 anys. Per cada 100 dones de 18 o més anys hi havia 87,9 homes.
La renda mediana per habitatge era de 42.619 $ i la renda mediana per família de 55.000 $. Els homes tenien una renda mediana de 37.250 $ mentre que les dones 23.984 $. La renda per capita de la població era de 21.569 $. Entorn del 6,6% de les famílies i el 7,4% de la població estaven per davall del llindar de pobresa.

## Poblacions més properes
El següent diagrama mostra les poblacions més properes.